# Barbados na Mistrzostwach Świata w Lekkoatletyce 2015
Barbados na Mistrzostwach Świata w Lekkoatletyce 2015 – reprezentacja Barbadosu podczas Mistrzostw Świata w Pekinie liczyła 6 zawodników, z których żaden nie zdobył medalu.

## Występy reprezentantów Barbadosu

### Mężczyźni
| Konkurencja                | Zawodnik         | Runda 1    | Runda 1 | Półfinał   | Półfinał | Finał    | Finał   |
| Konkurencja                | Zawodnik         | Rezultat   | Pozycja | Rezultat   | Pozycja  | Rezultat | Pozycja |
| -------------------------- | ---------------- | ---------- | ------- | ---------- | -------- | -------- | ------- |
| Bieg na 100 m              | Levi Cadogan     | 10,12      | 20. q   | 10,19      | 19.      | NQ       | NQ      |
| Bieg na 100 m              | Ramon Gittens    | 10,02 (PB) | 9. Q    | 10,04      | 12.      | NQ       | NQ      |
| Bieg na 110 m przez płotki | Shane Brathwaite | 13,28      | 3. Q    | 13,31 (NR) | 10.      | NQ       | NQ      |
| Bieg na 110 m przez płotki | Greggmar Swift   | 13,41      | 9. Q    | 13,44      | 17.      | NQ       | NQ      |

### Kobiety
| Konkurencja                | Zawodniczka    | Runda 1    | Runda 1 | Półfinał | Półfinał | Finał    | Finał   |
| Konkurencja                | Zawodniczka    | Rezultat   | Pozycja | Rezultat | Pozycja  | Rezultat | Pozycja |
| -------------------------- | -------------- | ---------- | ------- | -------- | -------- | -------- | ------- |
| Bieg na 100 m przez płotki | Kierre Beckles | 12,88 (NR) | 9. Q    | 12,90    | 12.      | NQ       | NQ      |

| Siedmiobój  | Siedmiobój         | Siedmiobój | Siedmiobój | Siedmiobój |
| Zawodniczka | Konkurencja        | Wynik      | Punkty     | Pozycja    |
| ----------- | ------------------ | ---------- | ---------- | ---------- |
| Akela Jones | Bieg na 100 m p.pł | 13,17      | 1099       | 5.         |
| Akela Jones | Skok wzwyż         | 1,80       | 978        | 14.        |
| Akela Jones | Pchnięcie kulą     | 12,73      | 709        | 28.        |
| Akela Jones | Bieg na 200 m      | 24,70      | 915        | 17.        |
| Akela Jones | Skok w dal         | 6,09       | 877        | 17.        |
| Akela Jones | Rzut oszczepem     | DNS        | DNS        | DNS        |
| Akela Jones | Bieg na 800 m      | DNS        | DNS        | DNS        |
| Razem       | Razem              | Razem      | DNF        | DNF        |